# Wolha Karatsch

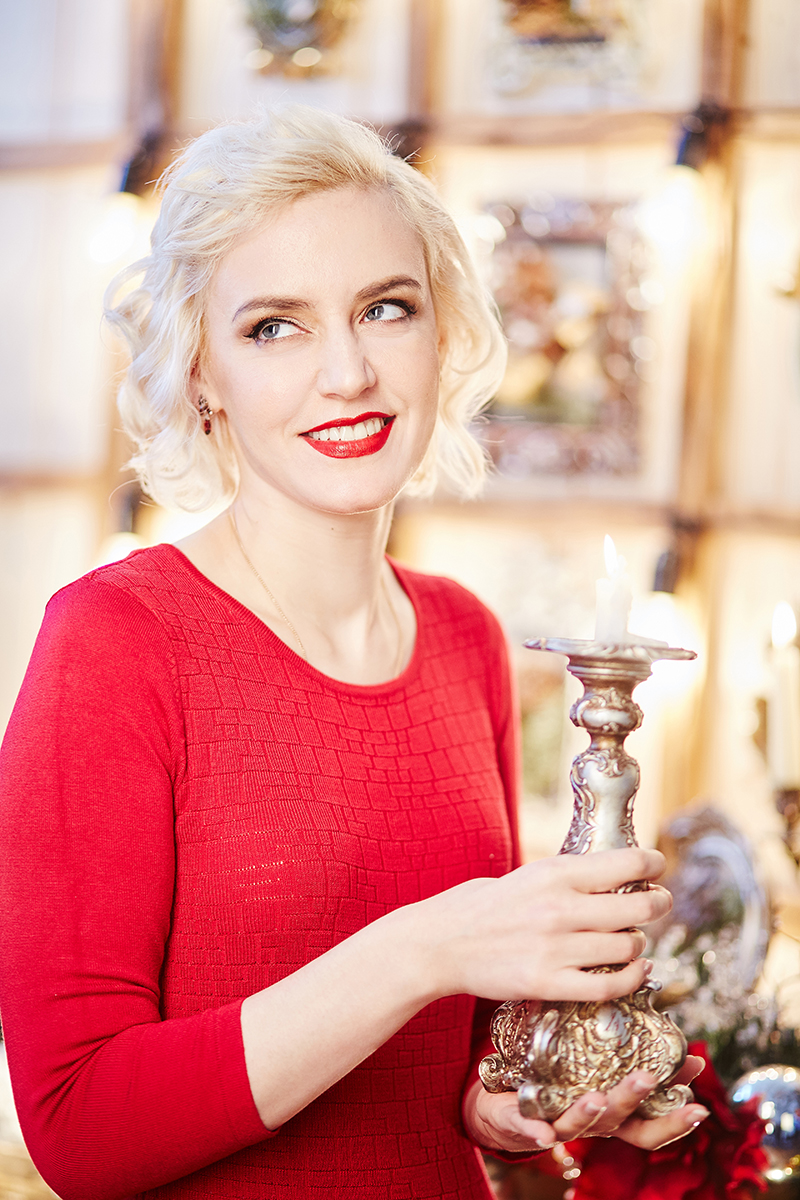
Wolha Karatsch

Wolha Jauhenauna Karatsch (belarussisch Вольга Яўгенаўна Карач, wiss. Transliteration Vol'ha Jaŭhenaŭna Karač; geb. 5. Januar 1979 in Wizebsk) ist eine belarussische Journalistin. Sie ist Leiterin der NGO Nasch Dom (Unser Haus), die sich für die Unterstützung von Belarussen sowohl in ihrem Heimatland als auch im Exil einsetzt.

## Leben
Karatsch stammt aus Wizebsk. Von März 2008 bis März 2012 war sie Vorsitzende der Wizebsker Regionalorganisation der Vereinigten Bürgerpartei. Seit dem Jahr 2014 ist sie für Nasch Dom aktiv. Unter Karatschs Führung bietet Nash Dom humanitäre, psychologische und rechtliche Hilfe an und setzt sich für die Überwachung und Aufdeckung von Menschenrechtsverletzungen in Belarus ein. Ihre Organisation wurde von der belarussischen Regierung als extremistisch eingestuft. Karatsch selbst wurde durch den belarussischen KGB auf die Terrorliste gesetzt.
Karatsch wurde vom litauischen Staatssicherheitsdienst (VSD) beschuldigt, zwischen 2015 und 2019 mit dem russischen Geheimdienst zusammengearbeitet zu haben. Sie verteidigt aktiv ihren Ruf, betont ihre Unschuld und stellt die Behauptungen des VSD in Frage, indem sie darauf hinweist, dass eine Rückkehr nach Belarus für sie nicht sicher wäre.
Karatsch hat seit 2014 eine Aufenthaltsgenehmigung in Litauen. Sie lebt seit dem Jahr 2020 in Litauens Hauptstadt Vilnius. Das Oberste Verwaltungsgericht Litauens lehnte im Jahr 2024 Karatschs Asylantrag ab, basierend auf einem Bericht des Staatssicherheitsdienstes, der sie als Sicherheitsrisiko einstufte. Die Migrationsabteilung gewährte ihr stattdessen eine befristete Aufenthaltsgenehmigung aus humanitären Gründen; trotz der Ablehnung ihres Asylantrags bleibt Karatsch aufgrund der ihr gewährten Aufenthaltsgenehmigung in Litauen.
Im Sommer 2024 verurteilten die belarussischen Behörden Wolha Karatsch in Abwesenheit zu zwölf Jahren Gefängnis und einer Geldstrafe.

## Wirken
Karatsch kritisiert, dass westliche und osteuropäische Länder nicht genug tun, um Männern, die nicht für Russland und Belarus kämpfen wollen, Schutz und Asyl zu bieten. Sie betont, dass es weniger koste, Verweigerern aus Gewissensgründen zu helfen, als für Waffen und Rüstung auszugeben. Sie setzt sich für das Recht aller Menschen auf Kriegsdienstverweigerung ein, hebt aber besonders die Ironie hervor, dass die Staatschefs von Russland und Belarus, die als Feinde der westlichen Demokratien gelten, Soldaten für ihre Kriegsführung benötigen. Daher argumentiert sie, dass es im Interesse der Gegner dieser Regime sein sollte, den Kriegsdienstverweigerern Schutz und Asyl zu bieten. Sie beobachtet eine zunehmende Kriegsmentalität in Europa, in der Friedensbewegte beschimpft werden und Männern, die nicht kämpfen wollen, ihre Männlichkeit abgesprochen wird.

## Auszeichnungen
- 2024 Sean MacBride Peace Prize[7]